# Roger Mendy
Roger Mendy (Dakar, Senegal, 8 de febrero de 1960) es un exfutbolista de Senegal que jugaba en la posición de defensa central.

## Carrera

### Club
| Periodo   | Club             |
| --------- | ---------------- |
| 1978-1986 | ASC Jeanne d'Arc |
| 1986-1989 | SC Toulon        |
| 1989-1992 | AS Monaco        |
| 1992–1994 | Pescara Calcio   |
| 1994-1995 | Al-Nassr         |

### Selección nacional
Jugó para Senegal en 70 ocasiones de 1980 a 1993 y anotó tres goles; participó en tres ediciones de la Copa Africana de Naciones.

## Logros

### Club
- Liga senegalesa de fútbol (2): 1985, 1986
- Copa senegalesa de fútbol (2): 1980, 1984
- Copa de Francia (1): 1991
- Copa de la Asamblea Nacional (1): 1986

### Individual
- Equipo Ideal de la Copa Africana de Naciones 1986.